# 1152
1152 (MCLII) a fost un an bisect al calendarului iulian.

## Evenimente
- 21 martie: Este anulată căsătoria regelui Ludovic al VII-lea al Franței cu Eleanor de Aquitania, care se retrăsese la Poitiers după neînțelegerile cu regele din timpul Cruciadei a doua.
- 31 martie: Regele Balduin al III-lea al Ierusalimului o exilează pe mama sa, regenta Melisanda, la Nablus.
- 7 mai: Reședința dinastiei hammadizilor, Bougie (Bejaia), este ocupată de către almohadul Abd al-Mumin; Yahya ibn Abd al-Aziz este detronat, iar statul hammadizilor este anexat de către almohazi; Bejaia devine una dintre cele mai importante baze navale ale statului almohad.
- 18 mai: Se încheie căsătoria dintre Eleanor de Aquitania, fostă regină a Franței, și Henric al II-lea, conte de Anjou, care, în urma morții lui Geoffroi de Anjou, stăpânea comitatele de Anjou și Maine și provincia Touraine, ca și ducatul Normandiei; prin adăugarea stăpânirilor noii sale soții, Plantageneții controlează un teritoriu continuu în Franța, cuprins între Cherbourg și Bayonne.
- 22 iunie: Sosirea în Norvegia a primului legat papal, în persoana lui Nicolas Breakspear, cardinal de Albano (viitorul papă Adrian al IV-lea); acesta creează arhiepiscopatul de Nidaros (Trondheim), căruia i se raliază și episcopatele din Islanda.

### Nedatate
- iunie: Evrard des Barres se retrage în mod voluntar din poziția de mare maestru al Ordinului templierilor, pentru a deveni călugăr la Clairvaux.
- Arhiepiscopul de Lund, Eskil, pleacă în Franța, pentru a-l întâlni pe Bernard de Clairvaux.
- Biserica din Irlanda reunoaște supremația papală.
- Cneazul Iuri Dolgoruki întemeiază orașul Gorodets, în Rusia.
- În bătălia de pe râul San, marele cneaz al Kievului, Iziaslav al II-lea, sprijinit de trupe trimise din Ungaria, îl înfrânge pe cneazul Vladimirko al Haliciului.
- La Toulouse se constituie un consiliu al orașului, condus de către consuli.
- Normanzii controlează cea mai mare parte a coastei Tunisiei (Ifrikiya).
- Regele Geza al II-lea al Ungariei impune Serbiei plata unui tribut.
- Ultimii creștini din Africa de nord sunt obligați de către almohazi să se convertească la Islam; mici comunități creștine se refugiază în munți.

## Arte, științe, literatură și filozofie
- Moses Maimonide scrie un tratat de terminologie logică.
- Șah Yusuf Ghardisi construiește un mausoleu la Multan, în India, în stilul celui de la Ka'ba; este vorba de cel mai vechi monument musulman din India.

## Înscăunări
- 4 martie: Frederic I "Barbarossa" de Hohenstaufen, rege romano-german (1152-1190).
- iunie: Bernard de Tramelay, mare maestru al Ordinului templierilor.

## Nașteri
- Alfonso al II-lea, rege al Aragonului, conte de Barcelona, Provence și Roussillon (d. 1196).
- Geoffrey, arhiepiscop de York, fiul bastard al lui Henric al II-lea al Angliei (d. 1212).
- Han Tuozhou, om de stat în statul chinez Song (d. 1207).
- Narasimha I, suveran indian (d. 1173).
- Roman "cel Mare", cneaz de Halici-Volînia (d. ?)

## Decese
- 8 ianuarie: Conrad I de Zahringen (n. 1090).
- 15 februarie: Conrad al III-lea de Hohenstaufen, împărat romano-german (n. 1093).
- 12 iunie: Henric de Scoția (n. 1114).
- Adelard din Bath, traducător, filosof și matematician britanic (n. 1080).
- Raymond al II-lea, conte cruciat de Tripoli (n.c. 1115).
- Vishnuvardhana, suveran indian (n. 1108).